# Interaction sociale
Pour les articles homonymes, voir Interaction.

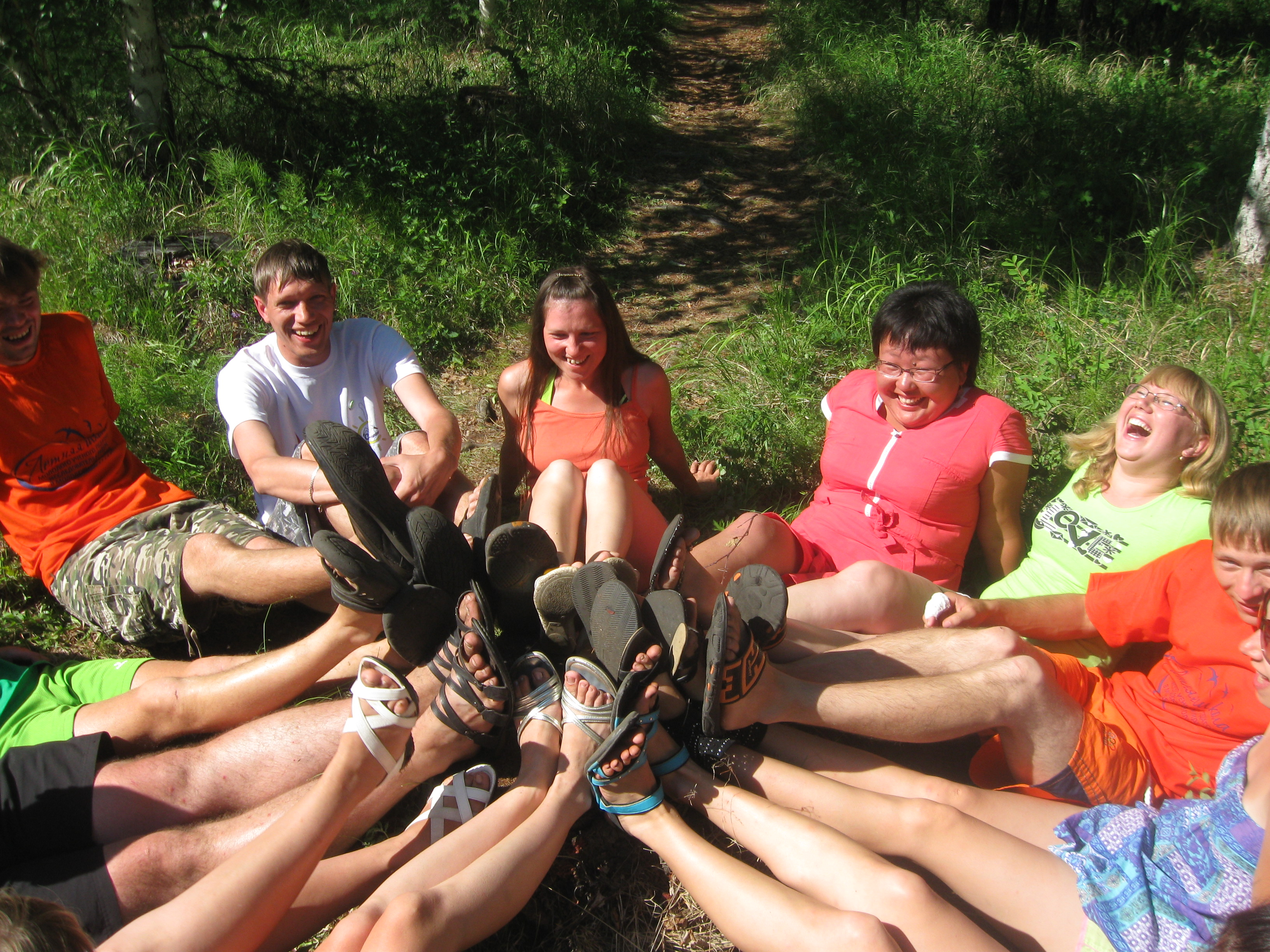
Interaction entre plusieurs personnes ayant pour but de renforcer leur relation par le jeu ; elles socialisent.

Une interaction est, en sciences sociales,
un ensemble d'actions par lesquelles les individus protagonistes échangent des informations. Ainsi, dans l'échange marchand, acheteur et vendeur interagissent dans un contexte connu par eux
.
L'interaction est sociale en ceci que le contexte influence les actions de chacun.
Une interaction durable est considérée comme une relation interpersonnelle.
L'analyse de ces actions par la psychologie sociale est à l'origine d'une théorie de l'interaction élaborée par les sociologues américains Goffman, Sacks et Schegloff, à partir d'approches ethnométhodologiques[pas clair].

## Interactions et relations
Pour la sociologie, une interaction sociale est un échange élémentaire de courte durée, et une relation est une suite d'interactions entre les mêmes personnes au cours du temps.
L'interaction sociale est à la fois une unité d'action et un processus producteur d'histoires et de sens. En outre, les interactions s'influencent mutuellement et tendent à restreindre, pour chacun, la possibilité d'agir librement : « Comme au jeu d'échecs, toute action accomplie dans une relative indépendance représente un coup sur l'échiquier social, qui déclenche infailliblement un contre-coup d'un autre individu (sur l'échiquier social, il s'agit en réalité de beaucoup de contrecoups exécutés par beaucoup d'individus) limitant la liberté d'action du premier joueur ».
Une relation est une histoire d'interactions sociales[Quoi ?]; elle diffère de l'interaction sociale par la durée et la multitude des liens entre deux entités sociales. Les histoires sont aussi porteuses de liens[Quoi ?], et peuvent même passer d'interaction sociale à relation : « une relation entre deux personnes est ainsi constituée des nombreuses histoires qui mettent en scène des interactions ou des liens entre ces deux personnes. En un sens, comprendre une relation requiert de prendre en compte une pluralité de points de vue narratifs. »
.
Erving Goffman, un sociologue canadien, dans son ouvrage La Mise en scène de la vie quotidienne, propose de reprendre les mots du théâtre pour expliquer l'interaction sociale. Il l'assimile au terme rencontre. L'interaction est l'influence réciproque que des partenaires exercent sur leurs actions lorsqu'ils sont en présence physique immédiate et continue. Au cours de cette interaction, une représentation est l'activité d'une personne dans le but d'influencer les autres. Ces autres peuvent s'appeler public de la représentation, ou observatrices, ou partenaires ; ces autres réalisent eux-aussi des représentations, selon l'ordre de l'interaction en cours. Un rôle, ou routine, est un modèle d'action développé pendant cette interaction ; ce modèle peut être utilisé plusieurs fois, dans la même interaction ou dans des occasions différentes. L'acteur, l'actrice peut présenter ses rôles dans toute une palette d'interactions sociales. Si une personne joue couramment un même rôle pour un même public dans des interactions différentes, alors il s'attache à elle un « social role », autrement dit un rapport social. À ce « social role » s'attache un statut social, avec droits et devoirs.
Avec quelle conviction une personne joue-t-elle son rôle social ? Dans quelle mesure y croit-elle elle-même ? Entre la sincérité et le cynisme il y a toute une gamme de pratiques. Avec cynisme, un médecin pourra se montrer convaincu par l'efficacité d'un placebo que son patient lui aura demandé ; réciproquement, des malades se comporteront quelquefois en conformité avec le diagnostic de leur médecin, de façon à s'en faire une sorte d'allié. Mais ces apparences cyniques sont souvent faites dans la croyance sincère que leurs tromperies sont utiles au public de l'interaction. La personne, alors, de cynique devient sincère. Peut-être est-ce la raison de l'origine du mot personne, qui vient du grec masque. Par ces rôles, qui peuvent s'assimiler à des masques, non seulement nous connaissons les autres, nous sommes en interaction avec les autres, mais encore nous nous connaissons nous-mêmes. Ainsi il arrive que des paysans, ayant ouvert un hôtel, adoptent pendant le temps de leur service une allure bourgeoise pour convenir à leurs clients ; au bout de quelques années, ils finissent par intégrer leurs simulacres, et se considérer eux-mêmes, en toute sincérité, comme adoptant le mode de vie bourgeois.
On va aussi de la conviction au cynisme au cours de sa vie, pour un même rôle social. C'est souvent le cas, par exemple, des professionnels du domaine religieux ; ce n'est pas tant parce qu'avec le temps un curé perdrait ses convictions et aurait conscience de tromper son public, mais c'est surtout que par cette évolution il prend de la distance et se protège dans ses émotions. Dans un autre domaine, une étudiante en médecine ayant entrepris ses études par idéal pourra se trouver contrainte par la compétition pour la réussite de s'intéresser plus au savoir médical et moins aux malades ; après ses études, elle retrouvera son premier idéal. Souvent une personne se maintiendra dans un milieu prudent, entre sincérité et mensonge, ni tout à fait convaincue d'elle-même, ni tout à fait cynique, oscillant d'une position à une autre, toujours sans changer ses apparences sociales. C'est le cas des chamans : délivrant à leurs clientèles leurs pieux mensonges, truquant en toute conscience leur magie, ils n'en vont pas moins consulter, eux aussi, d'autres chamans.

## Définition psychologique
Il est possible de définir l'interaction sociale chez les humains comme une « relation interhumaine par laquelle une intervention verbale ou une attitude, une expression significative ou une action provoquent une action en réponse, qui retentit sur l'initiateur (échanges) ». Celle-ci est fondamentale pour les individus et favorise les processus de neurogenèse.
Le terme d'interaction est souvent utilisé comme une contraction d'interaction sociale. Selon Edmond Marc et Dominique Picard (Vocabulaire de la psychosociologie, Erès, 2016), il ne fait pas l'objet d'une définition unique « mais présente au contraire une certaine dispersion sémantique » : il désigne tantôt un processus, tantôt un objet, tantôt un point de vue (notamment dans la perspective interactionniste) pour appréhender des phénomènes relationnels. Selon les auteurs, l'interaction reste l'objet privilégié de la psychosociologie et de la psychologie sociale.
Les interactions sont verbales ou non verbales (gestes, regard, attitudes…).
Les interactions peuvent être :
- positives : coopération, participation, adaptation, intégration, émulation et coopétition…
- négatives : conflit, lutte, rivalité, ségrégation, discrimination, insulte…
- ambivalentes : compétition, concurrence.

Les interactions ont à leur base des actions, qui peuvent être intrapersonnelles ou interpersonnelles.
Les actions intrapersonnelles peuvent être :
- actions directes : décision cognitive suivie par des actions pragmatiques : « J'ai décidé que c'est mieux pour moi de quitter mon petit ami, et je lui ai dit ça », ou décision affective suivie d'une action expressive : « J'aime ma copine et je lui ai toujours montré » ;
- actions croisées : décision cognitive suivie d'une action expressive : « Aujourd'hui, j'ai décidé que c'est mieux pour moi de rompre avec ma copine, mais demain, je crois que je vais aller me présenter devant sa porte pour lui dire que je l'aime », ou décision affective suivie par une action pragmatique : « J'ai adoré mon copain et j'ai toujours voulu être avec lui, mais finalement je l'ai laissé aller, parce que c'était mieux pour nous deux ».

Les actions interpersonnelles peuvent également être:
- directes : réaction cognitive à l'action pragmatique d'une autre personne: « Ma copine veut se réconcilier avec moi, et je suis d'accord, parce que c'est mieux pour nous deux », ou réaction affective à l'action expressive de l'autre : « Mon petit ami montre ses sentiments pour moi, et je réponds de la même manière » ;
- traversées : réaction affective à l'action pragmatique de l'autre : « Mon partenaire veut m'acheter une maison, et donc je suppose qu'il / elle m'aime », ou réaction cognitive à une action expressive d'une autre personne : « Il dit qu'il / elle m'aime, et je me demande pourquoi est ce qu'il / elle me dit ça ? ».

La vigueur et la valeur d'un groupe se mesure au nombre et mais aussi à la qualité des interactions et à leur harmonieuse répartition. La qualité de ces interactions est différente selon la maturité d'un groupe.

### L'interaction comme signification vécue
La signification d'une interaction ne lui est pas inhérente, elle traduit l'interprétation de l'individu et engage son comportement.
Par exemple, le « behaviorisme » analyse nos actions sociales en termes de stimulus/réponse.
Le langage est un instrument essentiel de la mise en signification du monde. Le monde est le produit de la permanente activité des individus.
On distingue une interaction focalisée d'une interaction non-focalisée.